# Reload Festival
Pour les articles homonymes, voir Reload.
Le Reload Festival est un festival allemand de rock en plein air organisé annuellement depuis 2006 sur deux jours en été, puis sur trois jours entre 2009 et 2013 en Basse-Saxe. Il est d'abord organisé à Twistringen (comme manifestation en intérieur qui avait déjà eu lieu depuis 2001), puis à Sulingen depuis 2011. Parmi les principaux participants des années précédentes, le festival compte notamment Billy Idol (2010), Limp Bizkit, Hatebreed, Five Finger Death Punch ou Papa Roach (2011).

## Histoire

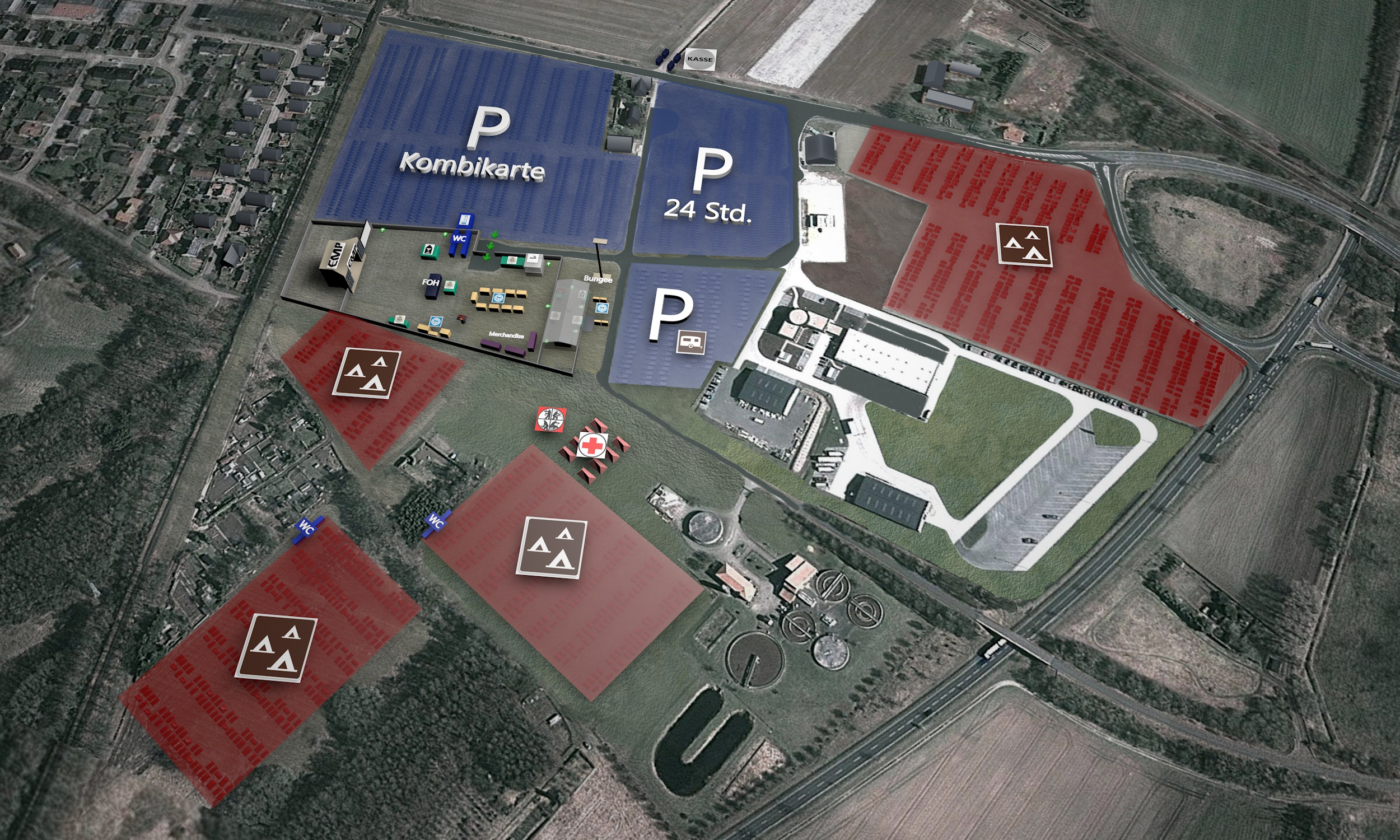
Terrain du festival 2012.

Le Reload Festival débute pour la première fois en 2003 en tant qu'événement d'intérieur (indoor) à Twistringen. Pour 2006, il est décidé de déplacer le festival à l'extérieur (outdoor) et le terrain de la « Alte Ziegelei » est choisi. En outre, le festival est étendu à trois jours. La même année, des artistes internationaux comme Dog Eat Dog jouent pour la première fois aux côtés de groupes nationaux comme les Donots ou Emil Bulls. En 2010, pour le cinquième anniversaire du festival, Billy Idol est la tête d'affiche aux côtés du groupe allemand The BossHoss.
En 2014, le festival, organisé bénévolement par les organisateurs, est annulé faute d'avoir pu trouver suffisamment de soutiens professionnels ou d'investisseurs. En 2015, le festival a de nouveau lieu, mais le nombre d'artistes présents est moins important que les années précédentes et la période est raccourcie d'un jour. Le nombre de visiteurs attendu est néanmoins largement dépassé. Dès le jeudi soir, l'affluence sur les surfaces de camping disponibles est telle que deux autres surfaces de remplacement, y compris les sanitaires et l'éclairage, sont installées à court terme pendant la nuit avec le soutien de la ville de Sulingen. Le concert de Black Stone Cherry est annulé parce que le groupe s'est perdu sur le chemin du festival. La 11e édition du festival (2016) se déroule sous des températures estivales et enregistre un nouveau record de fréquentation. Grâce à l'intervention de divers services de secours et des pompiers locaux, qui ont aspergé les visiteurs d'eau pour les rafraîchir, aucun incident notable n'a lieu. En 2018, le festival affiche complet pour la première fois peu avant le début, avec plus de 12 000 visiteurs. En 2024, un nouveau record de fréquentation est établi avec plus de 18 000 visiteurs. En outre, le samedi, des centaines de familles avec enfants de toute la région ont été invitées gratuitement à assister au concert d'Heavysaurus.

## Programmations
| Date                     | Fréquentation  | Line-up |
| ------------------------ | -------------- | --- |
| 21–22 juillet 2006       | ?              | Donots, Dog Eat Dog, Emil Bulls, Snoozebutton, Superstarfuckers, Semtax, Adjudgement, 3rd Reverse, Gallmucke, Mueca, Crushing Caspars, Arson, My Enemies.12.Mistakes, Sepcys. |
| 29–30 juillet 2007       | ?              | H-Blockx, Lamb of God, Chimaira, Unearth, Caliban, 4Lyn, Fear My Thoughts, Fire in the Attic, Snoozebutton, R.Y.O.T, Butterfly Coma, President Evil, Poverty's No Crime, Maintain, Last One Dying, Accessory, Psychodaisy, Blood Sugar Sex Magic, RagemachineAbgesagt: Static-X. |
| 4–5 juillet 2008         | ?              | Tito and Tarantula, Ten Years After, 4Lyn, Wirtz, Grantig, Kings and Killers, Melophobia, Tomorrow never Knows, Voodoo Lounge, Dirty Deeds, Weissglut, Die Toten Ärzte. |
| 3–5 juillet 2009         | ?              | Bloodhound Gang, Manfred Mann's Earth Band, Anthrax, Torfrock, 4Lyn, Itchy Poopzkid, Emil Bulls, Wirtz, The Sorrow, One Fine Day, Superstarfuckers, Accessary, S.S.K., Jonathan Sprangler, Chinaski. |
| 2–4 juillet 2010         | ?              | Billy Idol, The BossHoss, Selig, Sepultura, Everlast, DevilDriver, Taylor Hawkins and the Coattail Riders, Ten Years After, Extrabreit, Die Happy, Walls of Jericho, Callejon, Smoke Blow, Mustasch, Itchy Poopzkid, Disco Ensemble, The Sorrow, Luxuslärm, Dimple Minds, Fiddler's Green, Death by Stereo, Bakkushan, Evergreen Terrace, Wirtz, The Durango Riot, Kongo Skulls, Kings and Killers, Mueca. |
| 1–3 juillet 2011         | + 8 000        | Limp Bizkit, Hatebreed, Papa Roach, Agnostic Front, Blood for Blood, Ill Niño, Soilwork, Terror, Skindred, The Bones, Luxuslärm, 4Lyn, The Ghost Inside, Deez Nuts, Emil Bulls, Wirtz, Fiddler's Green, Mr. Irish Bastard, Fozzy, Dampfmaschine. |
| 15–17 juin 2012          | ?              | Dropkick Murphys, The BossHoss, Slash feat. Myles Kennedy and the Conspirators, Parkway Drive, Guano Apes, Subway to Sally, Enter Shikari, Soulfly, Biohazard, J.B.O., August Burns Red, Madball, Puddle of Mudd, Walls of Jericho, Ugly Kid Joe, Die Kassierer, Unearth, H2O, Dog Eat Dog, Itchy Poopzkid, Evergreen Terrace, We Butter the Bread with Butter, Street Dogs, Your Demise, Stick to Your Guns, Eyes Set to Kill, Prime Circle, Godsized, Eskimo Callboy, Bulletmonks, Pride Shall FallEvil Jared (DJ d'après show). |
| 5–7 juillet 2013         | 7 500          | Airbourne, Hatebreed, The Gaslight Anthem, Papa Roach, At the Gates, Donots, Sick of It All, Caliban, Skindred, Terror, Betontod, Slime, Red Fang, Emil Bulls, Kadavar, Between the Buried and Me, The Sword, Eskimo Callboy, Iwrestledabearonce, Monsters of Liedermaching, Massendefekt, Fiddler's Green, Vanna, Pascow, Dimple Minds, Hacktivist, Dampfmaschine, Marathonmann, Kmpfsprt, Crushing Caspars, A Traitor Like Judas, Gasmac Gilmore, Spitfire, Silent Screams, Vitja, Crutch, Into the Wild, Bonez, Quiron, Direkt, The Flaming CucumbersMotörhead (annulation à la dernière minute).                                                                                    |
| 2014                     |                | Annulé |
| 7–8 août 2015            | + 6 500        | In Flames, Dropkick Murphys, Kreator, Flogging Molly, K.I.Z, Enter Shikari, Callejon, (Black Stone Cherry annulé), Architects, Eskimo Callboy, Ignite, Blues Pills, Madball, Beyond the Black, Born from Pain, Mr. Irish Bastard, Death by Stereo, Watch Out Stampede, Mantar, GWLT, UMC (Warm-up party du 6 août). |
| 26–27 août 2016          | + 9 900        | Limp Bizkit, Five Finger Death Punch, Airbourne, Arch Enemy, Comeback Kid, Die Kassierer, Dog Eat Dog, Emil Bulls, Fear Factory, FJØRT, Hatebreed, Agnostic Front, Itchy Poopzkid, Monsters of Liedermaching, Sodom, Steak Number Eight, Stick to Your Guns, Adept, Burning Down Alaska, Das Pack, Watch Out Stampede, Friday Flashback, As We AriseTerror et Unearth ont annulés ; Warm-up party du 25 août : Dimple Minds, Unleash the Sky, Snoozebutton. |
| 25–26 août 2017          | + 10 000       | Amon Amarth, Betontod, Caliban, Whitechapel, Massendefekt, Mr. Irish Bastard, Heaven Shall Burn, Life of Agony, Trivium, Terror, Anti-Flag, August Burns Red, Knorkator, The New Roses, Any Given Day, Bury Tomorrow, The Charm the Fury, Max Raptor, TuXedoo, SkindredWarm-Up party du 24 août : Antillectual, First Blood, Rogers, As We Arise et While She Sleeps |
| 24–25 août 2018          | + 12 000       | Papa Roach, In Flames, Eskimo Callboy, Flogging Molly, Kreator, Mantar, Sick of It All, Sepultura, Beartooth, DevilDriver, DragonForce, Madball, Torfrock, Deez Nuts, Mr. Hurley und die Pulveraffen, Pro-Pain, The Night Flight Orchestra, Prong, Ryker's, Street Dogs, Kaiser Franz Josef, Booze and Glory, Red County Jail, Watch Out Stampede, Walking Dead on Broadway, John Diva and the Rockets of Love, PowerslaveWarm-up party du 23 août : Annisokay, A Traitor Like Judas, Counterparts, Ze Gran Zeft, ZSK. |
| 22–24 août 2019          | environ 12 500 | Sabaton, Bullet for My Valentine, Airbourne, Hatebreed, Of Mice and Men, Clawfinger, Lordi, While She Sleeps, Soilwork, Bury Tomorrow, Sondaschule, Agnostic Front, Ignite, Emil Bulls, Backyard Babies, Walls of Jericho, Nasty, Dog Eat Dog, Massendefekt, Jinjer, Any Given Day, Monsters of Liedermaching, Eyes Set to Kill, Evergreen Terrace, Thundermother, Setyoursails, Evil Jared Hasselhoff, Radio Havanna, Cutthroat, Pressure Recall, Copia, Bullseye, The Creapers, Powerslave - Iron Maiden Tribute, AC/Dynamite, Strength - Pantera Experience, Mürderhead - Tribute to Motörhead.                                                                                      |
| 13–15 août 2020 (annulé) |                | Amon Amarth, Architects, As I Lay Dying, The Black Dahlia Murder, Black Inhale, Bloodywood, Phil Campbell and the Bastard Sons plays Motörhead, Controversial, Crushing Caspars, Cypecore, Dark Tranquillity, Darkest Hour, Dirty Shirt, Emily Falls, Eskimo Callboy, Fever 333, Gloryhammer, Grave Pleasures, Heavysaurus, H2O, I Prevail, Jinjer, Die Kassierer, Kiez Live, Lacuna Coil, Life of Agony, Mr. Irish Bastard, Municipal Waste, Our Hollow, Our Home, Perkele, Plainride, Pro-Pain, Russkaja, Sibiir, Smoke Blow, Static-X, Stray from the Path, Superstarfuckers, Tankard, Tears for Beers, Terror, Watch Out Stampede, 100 Kilo Herz.                                   |
| 18–20 août 2022          | Environ 12 500 | Heaven Shall Burn, Arch Enemy, As I Lay Dying, Electric Callboy, Lamb of God, Testament, Gloryhammer, Raised Fist, Cannibal Corpse, Lacuna Coil, Dark Tranquillity, Napalm Death, Torfrock, Die Kassierer, Perkele, Smoke Blow, Caliban, Life of Agony, Exodus, Comeback Kid, Darkest Hour, Heathen, Bleed from Within, Tankard, Unearth, Jinjer, Ryker's, Ghostkid, Bloodywood, Pro-Pain, Watch Out Stampede, Enforced, Mr. Irish Bastard, Born from Pain, Wargasm, Cypecore, All Hail the Yeti, Heavysaurus, Sibiir, Dirty Shirt, Black Inhale, Tears for Beers, Emily Falls, Plainride, Kiez Live, Superstarfuckers Crushing Caspars et Our Hollow, Our Home ont annulés.            |
| 17–19 août 2023          | Environ 14 500 | Powerwolf, In Flames, Trivium, Beartooth, Killswitch Engage, While She Sleeps, Stick to Your Guns, Guano Apes, Skindred, Sepultura, Clawfinger, J.B.O., Agnostic Front, Knocked Loose, Sleep Token, Callejon, Terror, Imminence, Mr. Hurley und die Pulveraffen, Mantar, Decapitated, Malevolence, Ektomorf, LANDMVRKS, Gatecreeper, Frog Bog Dosenband, Blind Channel, Infected Rain, Orbit Culture, 100 Kilo Herz, Grailknights, Cockney Rejects, Planlos, Get the Shot, Excrementory Grindfuckers, Slope, The Scratch, Controversial, Superstarfuckers, Sportfreunde Helden, Lutz Drenkwitz, Megabosch, HeadGear, Alligator Fight Club, Twinns, Friends Don't Lie.                   |
| 15–17 août 2024          | 18 000         | Korn, Blind Guardian, Amon Amarth, Heaven Shall Burn, Behemoth, Hatebreed, Millencollin, Spiritbox, Motionless in White, Clutch, Lionheart, DragonForce, Paradise Lost, Whitechapel, Knorkator, Phil Campbell and the Bastard Sons, Madball, Emmure, Emil Bulls, Any Given Day, Born of Osiris, Mushroomhead, Neaera, Nasty, The Black Dahlia Murder, SOiL, Walls of Jericho, Fiddler's Green, Paleface Swiss, Cro-Mags, Future Palace, Butcher Babies, Dead Poet Society, Massendefekt, Paleface Swiss, Unprocessed, Sylosis, As Everything Unfolds, Green Lung, Bokassa, Heavysaurus, The Gems, Vukovi, Thrown, The Butcher Sisters, Ankor, Gutalax, Anchors and Hearts, Iron Walrus. |
| 14–16 août 2025          |                | Machine Head, Gojira, I Prevail, Donots, Ministry, Static-X, August Burns Red, The Halo Effect, Bleed from Within, Fit for a King, Hanabie., Kataklysm, Counterparts, Shadow of Intent, Finntroll, Kublai Khan TX, Frog Bog Dosenband, Attila, Spite, Crypta, Downset, Shoreline. |